# Gordonia samuelssonii
Gordonia samuelssonii là một loài thực vật có hoa trong họ Theaceae. Loài này được (O.C.Schmidt) H.Keng mô tả khoa học đầu tiên năm 1980.